# Structure hiérarchique nazie
La structure hiérarchique nazie évoque la structure des différentes organisations du Troisième Reich (1933 à 1945). Toutes ces organisations sont structurées étaient basées sur l'ordre hiérarchique de la Wehrmacht.

## Structure hiérarchique national-socialiste par rapport à la Wehrmacht
| Wehrmacht                                      | Wehrmacht                              | Heeresverwaltung (HV)                             | Schutzstaffel (SS)                                      | Schutzstaffel (SS)                              | Sturmabteilung (SA)    | NSDAP                                                 | Reichsarbeitsdienst (RAD) | Hitlerjugend                           | Hitlerjugend                           | Hitlerjugend                                    | Hitlerjugend                                    |
| Heer, Luftwaffe                                | Kriegsmarine                           | Heeresverwaltung (HV)                             | Waffen-SS                                               | Allgemeine SS                                   | Sturmabteilung (SA)    | NSDAP                                                 | Reichsarbeitsdienst (RAD) | Hitlerjugend (HJ)                      | Deutsches Jungvolk (DJ)                | Bund Deutscher Mädel (BDM)                      | Jungmädelbund (JM)                              |
|                                                |                                        |                                                   |                                                         |                                                 |                        |                                                       |                           |                                        |                                        |                                                 |                                                 |
| „Führer“ Adolf Hitler                          |                                        |                                                   |                                                         |                                                 |                        |                                                       |                           |                                        |                                        |                                                 |                                                 |
|                                                |                                        |                                                   |                                                         |                                                 |                        |                                                       |                           |                                        |                                        |                                                 |                                                 |
| Reichsmarschall                                | –                                      | –                                                 | –                                                       | –                                               | –                      | –                                                     | –                         | –                                      | –                                      | –                                               | –                                               |
| Generalfeldmarschall                           | Großadmiral                            | –                                                 | Reichsführer-SS                                         | Reichsführer-SS                                 | Chef des Stabes der SA | Reichsleiter                                          | Reichsarbeitsführer       | Reichsjugendführer                     | Reichsjugendführer                     | Reichsjugendführer                              | Reichsjugendführer                              |
| Generaloberst                                  | Generaladmiral                         | –                                                 | SS-Oberst-Gruppenführer und Generaloberst der Waffen-SS | SS-Oberst-Gruppenführer                         | –                      | Gauleiter                                             | Generaloberstfeldmeister  | –                                      | –                                      | -                                               | -                                               |
| General der ...                                | Admiral                                | Generalober- stabsintendant                       | SS-Obergruppenführer und General der Waffen-SS          | SS-Obergruppenführer                            | SA-Obergruppenführer   | Hauptbefehlsleiter                                    | Generalfeldmeister        | Stabsführer (der Reichsjugendführung)  | Stabsführer (der Reichsjugendführung)  | Reichsreferentin (des BDM)                      | Reichsreferentin (des BDM)                      |
| Generalleutnant                                | Vizeadmiral                            | Generalstabsintendant / Ministerialdirektor       | SS-Gruppenführer und Generalleutnant der Waffen-SS      | SS-Gruppenführer                                | SA-Gruppenführer       | Oberbefehlsleiter                                     | Obergeneralarbeitsführer  | Obergebietsführer                      | Obergebietsjungvolkführer              | Gauverbandsführerin (1939/1940 abgeschafft)     | Gauverbandsführerin (1939/1940 abgeschafft)     |
| Generalmajor                                   | Konteradmiral                          | Korpsintendant                                    | SS-Brigadeführer und Generalmajor der Waffen-SS         | SS-Brigadeführer                                | SA-Brigadeführer       | Befehlsleiter                                         | Generalarbeitsführer      | Gebietsführer                          | Gebietsjungvolkführer                  | Gebietsmädelführerin (vor 1942 Obergauführerin) | Gebietsmädelführerin (vor 1942 Obergauführerin) |
|                                                |                                        |                                                   |                                                         |                                                 |                        |                                                       |                           |                                        |                                        |                                                 |                                                 |
| Oberst                                         | Kommodore                              | Oberstkriegsgerichtsrat                           | SS-Oberführer                                           | SS-Oberführer                                   | SA-Oberführer          | Hauptdienstleiter                                     | –                         | Hauptbannführer                        | Hauptjungbannführer                    | Hauptmädelführerin (vor 1942 Gauführerin)       | JM-Hauptmädelführerin (vor 1942 JM-Gauführerin) |
| Oberst                                         | Kommodore                              | Oberstkriegsgerichtsrat                           | SS-Oberführer                                           | SS-Oberführer                                   | SA-Oberführer          | Oberdienstleiter                                      | -                         | Hauptbannführer                        | Hauptjungbannführer                    | Hauptmädelführerin (vor 1942 Gauführerin)       | JM-Hauptmädelführerin (vor 1942 JM-Gauführerin) |
| Oberst                                         | Kapitän zur See                        | Oberstkriegsgerichtsrat                           | SS-Standartenführer                                     | SS-Standartenführer                             | –                      | Dienstleiter                                          | -                         | Oberbannführer                         | Oberjungbannführer                     | –                                               | –                                               |
| Oberst                                         | Kapitän zur See                        | Oberstkriegsgerichtsrat                           | SS-Standartenführer                                     | SS-Standartenführer                             | SA-Standartenführer    | Hauptbereichsleiter                                   | Oberstarbeitsführer       | Bannführer                             | Jungbannführer                         | Bannmädelführerin (vor 1942 Untergauführerin)   | JM-Bannführerin (vor 1942 JM-Untergauführerin)  |
| Oberstleutnant                                 | Fregattenkapitän                       | Oberintendanturrat/ Oberkriegsgerichtsrat         | SS-Obersturmbannführer                                  | SS-Obersturmbannführer                          | SA-Obersturmbannführer | Oberbereichsleiter                                    | Oberarbeitsführer         | Oberstammführer                        | Oberjungstammführer                    | –                                               | –                                               |
| Oberstleutnant                                 | Fregattenkapitän                       | Oberintendanturrat/ Oberkriegsgerichtsrat         | SS-Obersturmbannführer                                  | SS-Obersturmbannführer                          | SA-Obersturmbannführer | Bereichsleiter                                        | Oberarbeitsführer         | Oberstammführer                        | Oberjungstammführer                    | –                                               | –                                               |
| Major                                          | Korvettenkapitän                       | Remontenamtsvorsteher/ Kriegsgerichtsrat          | SS-Sturmbannführer                                      | SS-Sturmbannführer                              | SA-Sturmbannführer     | Hauptabschnittsleiter                                 | Arbeitsführer             | Stammführer (vor 1938 Unterbannführer) | Jungstammführer (vor 1938 Stammführer) | Mädelringführerin                               | JM-Ringführerin                                 |
| –                                              | –                                      | –                                                 | –                                                       | –                                               | –                      | Oberabschnittsleiter                                  | –                         | –                                      | –                                      | –                                               | –                                               |
| –                                              | –                                      | –                                                 | –                                                       | –                                               | –                      | Abschnittsleiter                                      | –                         | –                                      | –                                      | –                                               | –                                               |
| –                                              | –                                      | –                                                 | –                                                       | –                                               | –                      | Hauptgemeinschaftsleiter (Ortsgruppenleiter)          | –                         | –                                      | –                                      | –                                               | –                                               |
| –                                              | –                                      | –                                                 | –                                                       | –                                               | –                      | Obergemeinschaftsleiter                               | –                         | –                                      | –                                      | –                                               | –                                               |
| –                                              | –                                      | –                                                 | –                                                       | –                                               | –                      | Gemeinschaftsleiter                                   | –                         | –                                      | –                                      | –                                               | –                                               |
| Hauptmann                                      | Kapitänleutnant                        | Stabsapotheker/ Kriegsgerichtsrat (Kriegsrichter) | SS-Hauptsturmführer                                     | SS-Hauptsturmführer                             | SA-Hauptsturmführer    | Haupteinsatzleiter                                    | Oberstfeldmeister         | Hauptgefolgschaftsführer               | Hauptfähnleinführer                    | Hauptgruppenführerin                            | JM-Hauptgruppenführerin                         |
| Oberleutnant                                   | Oberleutnant zur See                   | Heeresjustizinspektor                             | SS-Obersturmführer                                      | SS-Obersturmführer                              | SA-Obersturmführer     | Obereinsatzleiter                                     | Oberfeldmeister           | Obergefolgschaftsführer                | Oberfähnleinführer                     | –                                               | –                                               |
| Leutnant                                       | Leutnant zur See                       | Waffenmeister                                     | SS-Untersturmführer                                     | SS-Untersturmführer                             | SA-Sturmführer         | Einsatzleiter                                         | Feldmeister               | Gefolgschaftsführer                    | Fähnleinführer                         | Mädelgruppenführerin                            | Jungmädelgruppenführerin                        |
|                                                |                                        |                                                   |                                                         |                                                 |                        |                                                       |                           |                                        |                                        |                                                 |                                                 |
| - Fahnenjunker-Stabsfeldwebel - Stabsfeldwebel | Stabsoberbootsmann                     | –                                                 | SS-Sturmscharführer                                     | SS-Sturmscharführer                             | SA-Haupttruppführer    | Hauptbereitschaftsleiter                              | Unterfeldmeister          | –                                      | –                                      | –                                               | –                                               |
| Hauptfeldwebel                                 | –                                      | –                                                 | SS-Stabsscharführer                                     | SS-Stabsscharführer                             | –                      | –                                                     | –                         | –                                      | –                                      | –                                               | –                                               |
| - Fahnenjunker-Oberfeldwebel - Oberfeldwebel   | - Oberfähnrich zur See - Oberbootsmann | –                                                 | - SS-Standartenoberjunker - SS-Hauptscharführer         | - SS-Standartenoberjunker - SS-Hauptscharführer | SA-Obertruppführer     | Oberbereitschaftsleiter                               | Obertruppführer           | Oberscharführer (HJ)                   | Oberjungzugführer                      | –                                               | –                                               |
| –                                              | Stabsbootsmann                         | –                                                 | –                                                       | –                                               | –                      | –                                                     | –                         | –                                      | –                                      | –                                               | –                                               |
| - Fahnenjunker-Feldwebel - Feldwebel           | - Fähnrich zur See - Bootsmann         | –                                                 | - SS-Standartenjunker - SS-Oberscharführer              | - SS-Standartenjunker - SS-Oberscharführer      | SA-Truppführer         | Bereitschaftsleiter                                   | Truppführer               | Scharführer (HJ)                       | Jungzugführer                          | Mädelscharführerin                              | Jungmädelscharführerin                          |
| - Fahnenjunker-Unterfeldwebel - Unterfeldwebel | Obermaat                               | –                                                 | - SS-Oberjunker - SS-Scharführer                        | - SS-Oberjunker - SS-Scharführer                | SA-Oberscharführer     | Hauptabteilungsleiter                                 | –                         | Oberkameradschaftsführer               | Oberjungenschaftsführer                | –                                               | –                                               |
| - Fahnenjunker-Unteroffizier - Unteroffizier   | - Maat - Seekadett                     | –                                                 | - SS-Junker - SS-Unterscharführer                       | - SS-Junker - SS-Unterscharführer               | SA-Scharführer         | Oberabteilungsleiter                                  | Untertruppführer          | Kameradschaftsführer                   | Jungenschaftsführer                    | Mädelschaftsführerin                            | Jungmädelschaftsführerin                        |
|                                                |                                        |                                                   |                                                         |                                                 |                        |                                                       |                           |                                        |                                        |                                                 |                                                 |
| Nicht in Heer/Luftwaffe,                       | Matrosenoberstabsgefreiter             | –                                                 | –                                                       | –                                               | –                      | –                                                     | –                         | –                                      | –                                      |                                                 | –                                               |
| Stabsgefreiter (Heer),                         | Matrosenstabsgefreiter                 | –                                                 | –                                                       | –                                               | –                      | –                                                     | –                         | –                                      | –                                      | -                                               | –                                               |
| Hauptgefreiter (Luftwaffe bis 1944),           | Matrosenhauptgefreiter                 | –                                                 | –                                                       | –                                               | –                      | Arbeitsleiter                                         | Hauptvormann              | –                                      | –                                      | –                                               | –                                               |
| Obergefreiter                                  | Matrosenobergefreiter                  | –                                                 | SS-Rottenführer                                         | SS-Rottenführer                                 | SA-Rottenführer        | Oberhelfer                                            | Obervormann               | Oberrottenführer (HJ)                  | Oberhordenführer                       | –                                               | –                                               |
| Gefreiter                                      | Matrosengefreiter                      | –                                                 | SS-Sturmmann                                            | SS-Sturmmann                                    | SA-Obersturmmann       | Helfer                                                | Vormann                   | Rottenführer (HJ)                      | Hordenführer                           | –                                               | –                                               |
| Obersoldat                                     | Matrose                                | –                                                 | SS-Oberschütze                                          | SS-Mann                                         | SA-Sturmmann           | NSDAP - Anwärter (bereits Pg.) - Anwärter (nicht Pg.) | Arbeitsmann               | Hitlerjunge                            | Pimpf                                  | BDM-Mädel                                       | Jungmädel                                       |
| Soldat                                         | Matrose                                | –                                                 | SS-Schütze                                              | SS-Mann                                         | SA-Sturmmann           | NSDAP - Anwärter (bereits Pg.) - Anwärter (nicht Pg.) | Arbeitsmann               | Hitlerjunge                            | Pimpf                                  | BDM-Mädel                                       | Jungmädel                                       |